# Псевдо Лонгин
Вижте пояснителната страница за други значения на Лонгин.
Да не се бърка с другия автор Касий Лонгин (* 213; † 273).
Псевдо Лонгин Касий Дионисий Лонгин (Pseudo-Longinos) e неидентифицираният автор на прочутото древно произведение Peri hypsous (Περὶ ὕψους, Perì hýpsous; лат.: De sublimitate; „За възвишеното“) от 1 век. По значение произведението се причислява към най-важните поетични древни произведения след Поетика на Аристотел и Ars poetica на Хораций. Той е гръцки учител по реторика.
Неговото произведение е преведено от Никола Боало през 1674 г. и влияе на Едмънд Бърк и Имануел Кант. Българският превод от оригинала е дело на Иван Генов, а изданието е коментирано от Богдан Богданов
1. ↑  Лонгин, За възвишеното, пр. от старогр. И. Генов, вст. студия Б. Богданов, София : Наука и изкуство, 1985

Преводи
- Otto Schönberger: Vom Erhabenen. Reclam, Stuttgart 1988, ISBN 3-15-008469-5.
- Reinhard Brandt: Pseudo-Longinos, Vom Erhabenen. Wiss. Buchgesellschaft, Darmstadt 1966; Nachdruck 1983, ISBN 3-534-09470-0.
- James A. Arieti, John M. Crossett (Übers.): Longinus, On the sublime. Mellen, Lewiston, NY 1985 (Texts and studies in religion, 21), ISBN 0-88946-554-1